# Micha Schulze
Micha Schulze (* 1967 in West-Berlin) ist ein deutscher Autor, LGBT-Aktivist und Journalist.

## Leben
Als Autor schrieb Schulze mehrere Bücher, von denen einige gemeinschaftlich mit Christian Scheuß verfasst sind. Schulze ist geschäftsführender Redakteur des Internetportals queer.de. Er lebt in Bangkok, Thailand. 2014 wurde er in Köln mit dem Knuddel Award in der Kategorie „Beste Öffentlichkeits- und Medienarbeit der Community“ ausgezeichnet.

## Werke (Auswahl)
- CUM! The Complete Guide to Orgasm (gemeinschaftlich mit Christian Scheuß). Bruno Gmünder Verlag, 2013
- The Ass Book - Staying on Top of Your Bottom (gemeinschaftlich mit Christian Scheuß). Bruno Gmünder Verlag, 2013
- The Dick Book - Tuning Your Favorite Body Part (gemeinschaftlich mit Christian Scheuß), Bruno Gmünder Verlag, 2012
- Toys for Boys - Spielend zum Orgasmus (gemeinschaftlich mit Christian Scheuß), Bruno Gmünder Verlag, 2009
- Das Orgasmusbuch - Öfter und intensiver kommen (gemeinschaftlich mit Christian Scheuß), Bruno Gmünder Verlag, 2007
- Das Arschbuch - Tuning für deine Kiste (gemeinschaftlich mit Christian Scheuß), Bruno Gmünder Verlag, 2007
- Sexparty!: Mehr Spaß bei Dreier, Gangbang und Orgien (gemeinschaftlich mit Christian Scheuß), Himmelstürmer Verlag, 2007
- Alles, was Familie ist. Die neue Vielfalt: Patchwork-, Wahl- und Regenbogenfamilien (gemeinschaftlich mit Christian Scheuß), Schwarzkopf & Schwarzkopf, 2007
- Das Schwanzbuch: Tuning für Dein bestes Stück (gemeinschaftlich mit Christian Scheuß), Bruno Gmünder Verlag, 2006
- Poppers. Das Handbuch zur schwulen Sexdroge (gemeinschaftlich mit Christian Scheuß), Himmelstürmer Verlag, 2006
- Gay Online Dating: Das ultimative Handbuch fürs schwule Chatten, Verabreden und Bloggen (gemeinschaftlich mit Christian Scheuß), Bruno Gmünder Verlag, 2005
- Fremdgehen macht glücklich. Neue schwule Lebens- und Liebesformen (gemeinschaftlich mit Christian Scheuß), Schwarzkopf & Schwarzkopf Verlag, 2004
- Homopolis. Das schwule Berlin, Jackwerth Verlag, 1997
- Scharfmacher. Das große Kochbuch für Schwule, Bruno Gmünder Verlag, 1996
- Schöner baden. Schwimmen und Schwitzen in Berlin, Elefanten Press Verlag, Berlin 1995
- Kiez & Co. Spaziergänge durchs wahre Berlin, Elefanten Press Verlag, Berlin 1994
- Rotz-Berlin. Horrortouren zum Verlieben, Elefanten Press Verlag, Berlin 1993
- Schwule Hauptstadt. Der Szeneführer durch Berlin, Elefanten Press Verlag, Berlin 1992